# 클라우드 (맥주)

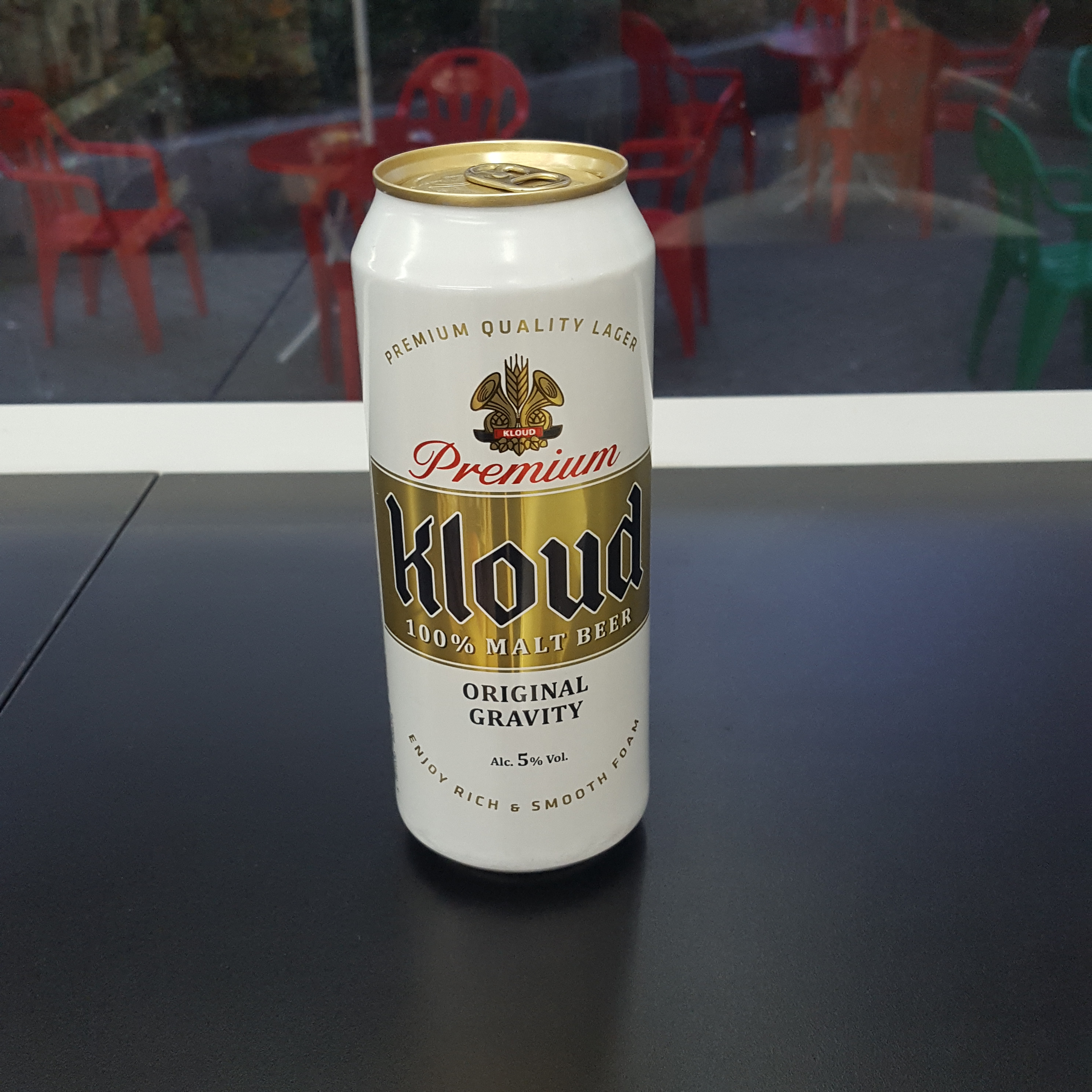
클라우드

클라우드(Kloud)는 롯데칠성음료가 제조 및 판매하는 맥주 브랜드이다. 오리지널 그래비티 공법을 적용한 제품으로서, 생산지는 충북 충주이다. 2014년 4월에 출시되었으며, 배우 전지현을 초대 모델로 발탁해 광고되었다. 이어서 이 맥주 제품의 2대 모델은 설현이 맡았고, 3대 모델은 배우 김혜수와 김태리가 맡았다. 4대 모델은 걸그룹 에스파의 카리나가 맡았다
롯데주류는 맥주 클라우드를 맛있게 즐길 수 있는 매장을 확인하고 클라우드 마스터 인증 마크를 부착하고 있다.
클라우드 맥주의 도수는 5.0%이며 330ml, 500ml 등 병맥주와 캔맥주 형태로 판매된다.

## 제품
- 클라우드 (Can 330ml,500ml 병 500ml)
- 클라우드 크러시 (병 500ml)

## 명칭
클라우드의 영어 표기 Kloud는 한국을 뜻하는 Korea의 'K'와 맥주 거품을 형상화한 구름의 영어 낱말 'Cloud'가 결합된 것이다.